# Cleome socotrana
Cleome socotrana är en paradisblomsterväxtart som beskrevs av Isaac Bayley Balfour. Cleome socotrana ingår i släktet paradisblomstersläktet, och familjen paradisblomsterväxter. Inga underarter finns listade i Catalogue of Life.